# Condate (Lozère)
Condate est une station routière mentionnée sur la table de Peutinger sur l'itinéraire de Revessio (Saint-Paulien) à Anderitum (Javols).
Le site, dont le nom indique la présence d'un confluent, est très certainement situé au nord du territoire communal de Saint-Bonnet-de-Montauroux (Saint-Bonnet-Laval depuis le 1er janvier 2017), au confluent de l'Allier et du Chapeauroux, à l'extrême nord-est du département français de la Lozère. Le site se développe également sur la commune de Saint-Haon (Haute-Loire), sur la rive droite de l'Allier.

## Condateet les itinéraires antiques
Condate est mentionné sur la table de Peutinger entre Revessio (Saint-Paulien) et Anderitum (Javols), chefs-lieux respectifs des civitates des Vellaves et des Gabales, sur l'itinéraire de la voie Bolène qui va de Aquis Segete (Moingt, Haute-Loire) à Segodunum (Rodez, Aveyron). Condate est à 12 lieues (26,5 km) de Reuessione (pour Revessio) et à 22 lieues (49 km) d'Anderitum. Cette dernière distance peut paraître élevée, mais elle est compatible avec un itinéraire traversant le relief accidenté de la Margeride.

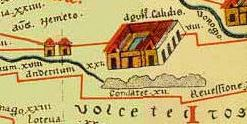
Extrait de la table de Peutinger mentionnant Condate.

L'Anonyme de Ravenne mentionne également ce lieu dans sa Cosmographie, avec toutefois une faute d'orthographe puisqu'il écrit Condare.

## Condateet Chapeauroux

### Localisation et nature du site

La civitas des Gabales (en rouge) et son réseau routier antique.

| Saint-Privat-d'Allier · Monistrol-d'Allier · Saint-Arcons-d'Allier · Chanteuges · Alleyras · Chapeauroux |

En rouge, Chapeauroux.
L'itinéraire passant par Condate est la voie Bolène, un tronçon de la voie reliant Lyon à Cahors d'où partent deux embranchements vers Bordeaux et Toulouse. Condate se trouve sans doute, compte tenu des distances indiquées sur la table, à « la frontière » des peuples Vellaves et Gabales, en admettant que les limites des civitates se retrouvent dans celles des diocèses, puis des départements, le cours de l'Allier constituant une frontière naturelle. Plusieurs localisations sont toutefois proposées pour Condate, toutes situées en Haute-Loire et basées sur des critères topographiques à défaut de preuves archéologiques,.
Cette voie (dite abusivement « voie d'Agrippa ») de Lyon à Cahors puis Toulouse et Bordeaux est bien attestée dans le secteur de Chapeauroux. Il n'en est pas de même pour la voie Régordane, que certains auteurs voient franchir l'Allier en coupant la « voie d'Agrippa » au niveau de Chapeauroux. Un axe est-ouest existe bien, mais son caractère antique n'est pas attesté.
Dans les gorges de l'Allier , le site de Condate se développe au confluent du Chapeauroux et de l'Allier, sur le rive gauche de ce dernier cours d'eau, à une altitude de 742 m. L'Allier décrit toute une courbe resserrée vers le nord et l'est et, à ce niveau, sur sa rive droite, l'emprise du site archéologique se poursuit dans le boucle du Nouveau Monde, sur la commune de Saint-Haon (Haute-Loire).
La faible surface sur laquelle des vestiges sont trouvés ne permet pas de dire que Condate a été une véritable agglomération secondaire. Peut-être s'agit-il d'un simple relais routier, occupant toutefois une position particulière puisque situé à la limite des territoires de deux peuples.

### Toponymie
Le toponyme d'origine gauloise Condate indique la proximité d'un confluent, en l'occurrence celui de l'Allier et du ruisseau de Chapeauroux. Son évolution a donné Condres, hameau communal situé à environ 2,3 km au sud du présumé site antique,. Plusieurs auteurs indiquent d'ailleurs de manière erronée Condres comme lieu de découverte des vestiges au XIXe siècle.

### Description des vestiges

OpenStreetMap Le site de Condate/Chapeauroux.

Le site n'a fait l'objet que de fouilles très partielles, réalisées en 1867-1868 à l'occasion de la construction du viaduc de Chapeauroux qui le traverse. Aucun plan, excepté celui réalisé par Étienne Étiévant à l'occasion des fouilles, n'est publié. Ce document est accompagné d'une coupe schématique de la vallée de l'Allier au niveau de l'emprise du viaduc. La faible surface fouillée (environ 100 m2 sur la rive gauche de l'Allier) en raison de l'épaisseur des éboulis, atteignant plusieurs mètres par endroits, ne permet pas de déterminer l'organisation générale du site qui peut s'étendre sur 9 ha, sa voirie, ses bâtiments. Il est possible qu'une partie du site soit immergé dans le lit de l'Allier.

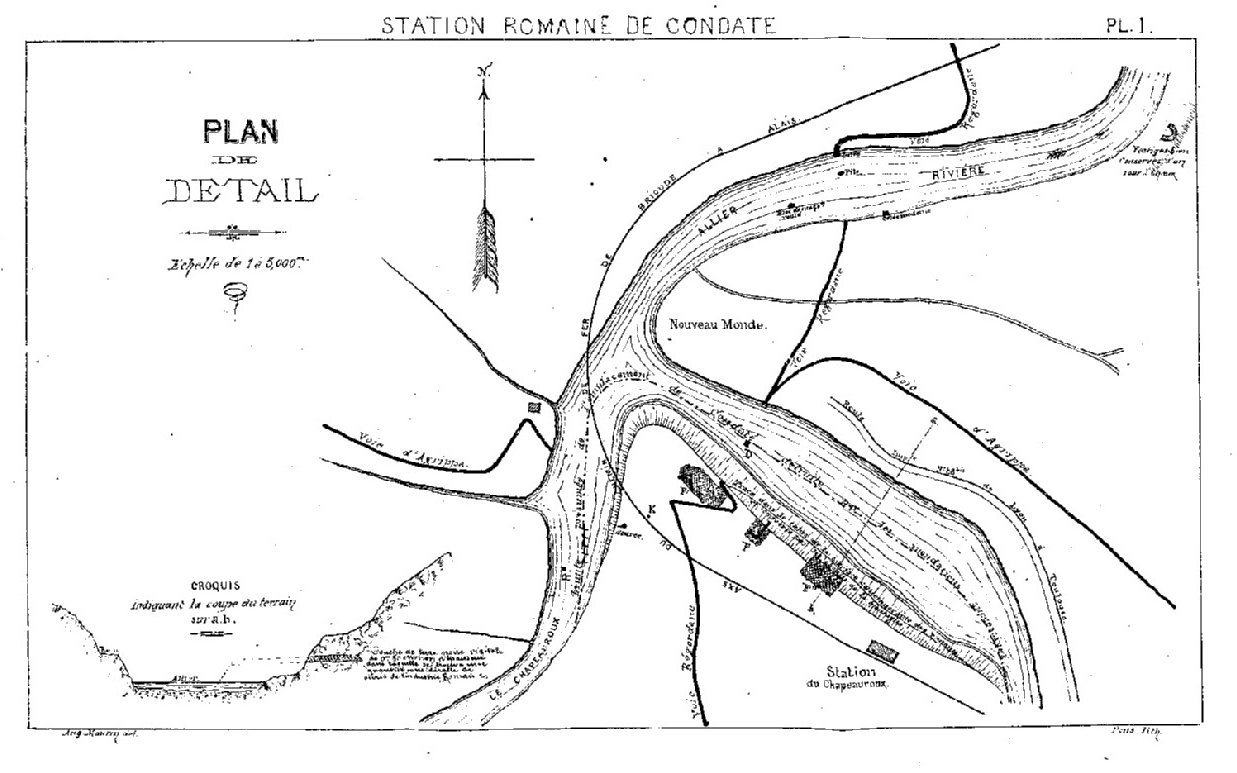
Plan des fouilles d'Étienne Étiévant. En grisé foncé, les secteurs fouillés.

Ce sont trois structures qui sont repérées mais non identifiées, l'une d'elles pouvant appartenir à un balnéaire. De nombreux tessons de poterie dont certaines proviennent de l'atelier de Banassac, des monnaies, une lampe à huile en plomb sont inventoriés. Un « pavage régulier » et des tessons de poteries sont également trouvés lors des terrassements des piles du viaduc. Sur la rive droite, les fouilles du XIXe siècle mettent au jour des briques et des monnaies, sans plus de détails. La présence de cendres et de charbons de bois est notée sur l'ensemble des zones fouillées.
Des vestiges de ponts, dont le caractère antique ne peut être attesté, mais qui sont peut-être édifiés à la place de ponts antiques, semblent assurer le franchissement de la voie d'Agrippa au niveau du méandre de l'Allier.
En 2004, une campagne de prospection de surface permet de recueillir des fragments de tegulae et de briques antiques.

### Historique du site
Une monnaie gauloise de la première moitié du Ier siècle av. J.-C. et des fragments d'amphores indiquent que le site est occupé dans le dernier siècle avant notre ère. Quelques céramiques sigillées et une monnaie de Gallien semblent montrer que l'époque gallo-romaine est représentée du Ier au IIIe siècle apr. J.-C. L'histoire plus récente du site, son évolution, la date et les raisons de son abandon sont inconnues au regard des recherches effectuées.